# Voisins-le-Bretonneux
Voisins-le-Bretonneux é uma comuna francesa na região administrativa da Île-de-France, no departamento de Yvelines. A comuna possui 11 220 habitantes segundo o censo de 1990.